# Bez lásky
Bez lásky (v anglickém originále Loveless) je román pro mladé dospělé s LGBTQIA+ tematikou. Napsala ho britská autorka a ilustrátorka Alice Osemanová.

## Děj
Román vypráví příběh 18leté studentky Georgie Warrové, která nastupuje do prvního ročníku na Durhamské univerzitě. Přestože je Georgia vášnivou fanynkou romantických fanfikcí, sama ještě nikdy nikoho nepolíbila, ani nebyla zamilovaná. To se ale během studia na univerzitě chystá změnit. Zanedlouho však zjišťuje, že zamilovat se není tak jednoduché, jak to vypadá. Georgia si začíná uvědomovat, že se v romantických situacích cítí nesvá. Když se setká s termíny ‚asexualita‘ a ‚aromantičnost‘, věci do sebe začnou pomalu zapadat a Georgia zjišťuje, že tyto termíny přesně vystihují její zkušenost. Georgia se tak vydává na cestu přijetí sebe sama v heteronormativní a amatonormativní společnosti, která upřednostňuje romantické vztahy před těmi platonickými. Georgia dochází k závěru, že platonické vztahy mají v životě stejnou váhu jako ty romantické a že platonická láska je stejně silná jako láska romantická.

## Vznik a inspirace
Inspirací ke vzniku knihy byla touha autorky napsat „příběh o síle platonické lásky“. Osemanová uvedla, že její předchozí romány se sice místy tohoto tématu dotýkají, ale nehraje v nich hlavní roli – mezi tyto romány patří například Radio Silence, v němž autorka vykresluje platonické přátelství dvou hlavních postav, či román I Was Born for This, který se zabývá silou internetového přátelství a pospolitostí chlapecké kapely. Osemanová na knize začala pracovat již v roce 2018 a v jednom z rozhovorů uvedla, že motivací jí byla „touha přečíst si knihu, která odkrývá pocity spojené s coming outem, jako jsou nejistota, zmatení, internalizovaná homofobie či sebepřijetí, a to v souvislosti s aromantičností a asexualitou a nikoliv homosexualitou, na kterou se právě většina coming-outových příběhů soustředí“. Přestože autorka v knize čerpá ze svých zkušenosti, jelikož se sama identifikuje jako aromantická asexuálka, nejedná se o autobiografii.
Cílem autorky také bylo vytvořit knihu, která by prezentovala různé postoje protagonistů k sexu a romantickým vztahům, a zároveň také poukazovala na společenské tlaky, které tyto postoje ovlivňují, mezi nimi například amatonormativita neboli přesvědčení, že romantické vztahy jsou nadřazené vztahům platonickým, či alosexualita neboli přesvědčení, že všichni přirozeně zažívají sexuální přitažlivost. Kniha mimo jiné odkazuje na edukační materiály a organizace, jako je například organizace AVEN (The Asexual Visibility and Education Network), které se snaží zvyšovat povědomí o asexualitě jako validní sexuální orientaci.
V Británii kniha vyšla 9. července 2020 v nakladatelství HarperCollins a ve Spojených státech 1. března 2022 v nakladatelství Scholastic. V České republice vyšla v nakladatelství CooBoo roku 2022.